# Hofwald
Das Gebiet Hofwald ist ein mit Verordnung vom 30. Oktober 2003 durch die Körperschaftsforstdirektion Tübingen ausgewiesener Schonwald (Schutzgebiet-Nummer 200272) bei Riederich im Landkreis Reutlingen in Baden-Württemberg.

## Lage
Das Schutzgebiet befindet sich nordöstlich vom Reutlinger Stadtteil Reicheneck. Es besteht aus zwei Teilflächen und grenzt im Westen und im Osten an den Bannwald Bildhau. Der Schonwald und liegt im Distrikt 3 „Bildhau“ Abt. 4 des Gemeindewaldes Riederich in einem Teil des Flurstücks 2409 auf Gemarkung Riederich, Gemeinde Riederich sowie im Distrikt 3 „Nollen“ Abt. 4 des Stadtwaldes Metzingen in einem Teil des Flurstücks 1931/1 auf Gemarkung Metzingen, Stadt Metzingen.
Der Schonwald liegt im FFH-Gebiet Albvorland bei Mössingen und Reutlingen.
Im Schutzgebiet fließt das Weiherbächle, das in den Reichenbach mündet.
Die Biotopkartierung führt den in Deutschland vom Aussterben bedrohten Großen Eichenbock auf.
Im Schutzgebiet liegt das Biotop Bannwald Bildhau NO Reicheneck mit der Biotopnummer 274214155071 und das Biotop Eschen-Feuchtwald im Bannwald Bildhau mit der Biotopnummer 274214151896.

## Vegetation
Im Schonwald kommen laut Waldbiotopkartierung die folgenden Pflanzen vor:
Spitzahorn, Berg-Ahorn, Giersch, Knoblauchsrauke, Bärlauch, Buschwindröschen, Aronstab, Wald-Frauenfarn, Wald-Zwenke,
Nesselblättrige Glockenblume, Zittergras-Segge, Wald-Segge, Gemeine Hainbuche, Wechselblättriges Milzkraut, Großes Hexenkraut,
Gemeine Hasel, Eingriffeliger Weißdorn, Wald-Knäuelgras, Echter Seidelbast, Rasen-Schmiele, Gewöhnlicher Dornfarn, Echter Wurmfarn,
Rotbuche, Gemeine Esche, Gewöhnliche Goldnessel, Gemeiner Hohlzahn, Waldmeister, Wald-Labkraut, Echte Nelkenwurz, Gundermann,
Waldgerste, Großes Springkraut, Rote Heckenkirsche, Schattenblumen, Wald-Bingelkraut, Wald-Flattergras, Wald-Sauerklee,
Einbeere, Ährige Teufelskralle, Vielblütige Weißwurz, Hohe Schlüsselblume, Gewöhnliche Traubenkirsche, Stieleiche, Brombeeren,
Knotige Braunwurz, Große Sternmiere, Winterlinde, Gewöhnlicher Schneeball, Wald-Veilchen, Großer Eichenbock, Kriechender Günsel,
Gewöhnliche Haselwurz, Vogelkirsche, Sal-Weide, Große Brennnessel.

## Schutzzweck
Der Schutzzweck des Schonwalds ist gemäß Schutzgebietsverordnung
- Möglichst lange Erhaltung des ehemaligen, eichenbetonten Mittelwaldes mit seiner Baumartenvielfalt und Bestandesstruktur als Zeugen der früheren Bewirtschaftungsform. Hierbei bleibt aus waldhistorischen Gründen die Option auf die exemplarische Wiederherstellung eines Mittelwaldbestandes auf Teilflächen offen;
- Sicherung des genetischen Potenzials der Laubwaldgesellschaft, insbesondere der z. T. seltenen, autochthonen Laubbaumarten;
- Habitatsicherung für die im jeweiligen Schonwald typischen und seltenen Arten von Flora und Fauna.

## Betreuung
Wissenschaftlich betreut wird der Bannwald durch die Forstliche Versuchs- und Forschungsanstalt Baden-Württemberg (FVA).